# Дзэами Мотокиё
Дзэами Мотокиё (яп. 世阿弥 元清, ок. 1363 — ок. 1443) — японский актёр и драматург, автор учения об актёрском искусстве.

## Биография
Дзэами Мотокиё родился в деревне Камидзима в Нагаоке в 1363 году. По своему происхождению он принадлежал к актёрской (по отцовской линии), самурайской (дед по отцовской линии) и священнической (по материнской линии) среде. Его отцом был Канъами Киёцугу (1333—1384), вошедший в историю как создатель театра но. В раннем детстве он был отдан на обучение актёрскому мастерству в цех «Компару-дза». С 1374 года, когда «Юсаки-дза», труппа Канъами, поступила под покровительство шестнадцатилетнего сёгуна Асикага Ёсимицу, Дзэами стал его пажом. При дворе у Дзэами появилась возможность получить качественное образование и воспитание. В развитии талантов юноши принял большое участие придворный поэт Нидзё Ёсимото. Однажды в своём дневнике он записал: «…во сне видел этого отрока, который показал себя искусным передо мною не только в саругаку, но и в игре в мяч кэмари и в сочинительстве стихов рэнга». Ёсимото же дал ему артистическое имя Фудзивака, или Товака (букв. «отрок-глициния»). Дзэами стал непосредственным участником придворной жизни и он становился свидетелем многих ритуалов и церемоний.
После смерти отца Дзэами в 1384 году в возрасте 22 лет по цеховскому закону наследования возглавил труппу и получил титул Кандзэ-дайю II («Глава Кандзэ Второй»). Под его руководством труппа укрепилась и вобрала в себя несколько актёрских цехов, потеснив на второй план другие столичные труппы. Дзэами сам продолжал актёрскую деятельность, и в 1399 году после трёхдневного спектакля, прошедшего в присутствии сёгуна, он был официально провозглашён первейшим среди актёров. После смерти в 1408 году Ёсимицу, его покровителя, Дзэами из-за дворцовых интриг был лишён права выступать в столице. Дзэами продолжил выступать в провинции, и в 1413 году был снова назван лучшим актёром. Накануне своего 60-летия (примерно в 1422 году) он постригся в монахи, передал труппу своему старшему сыну Нагао Дзюро Мотомаса и изменил имя на монашеское — Сиоки Киёси (букв. «в благоухании достигший старости»). Хотя он продолжал выступать, но делал это изредка и бо́льшую часть своего времени посвящал обучению актёрскому искусству сыновей и племянника. Именно в эти годы (вплоть до 1434 г.) Дзэами была написана наибольшая часть пьес и трактатов, темой которых было учение о ремесле актёра и сущности исполнительского искусства.
В 1432 году умер старший сын Дзэами — Мотомаса. По мнению некоторых исследователей, это была не естественная смерть, а убийство по политическому мотиву: со времён Канъами семья считалась оппозиционной по отношению к сёгунам Асикага. В возрасте 72 лет Дзэами был сослан на остров Садо, где он продолжил писать пьесы и трактаты. Через три года ему было разрешено вернуться в столицу. Последние годы жизни он провёл в доме зятя Компару Дзэнтику. Дзэами скончался в 1443 году и был погребён в храме Фугандзи провинции Ямато с посмертным именем Сио Дзэнмон.

## Трактаты Дзэами Мотокиё
До появления учения Дзэами Мотокиё в японском театре не было разработанных воззрений на актёрское искусство. Идеи, изложенные в 24 трактатах (три из которых не сохранились), Мотокиё завещал хранить и тайно передавать только одному, самому талантливому актёру в каждом поколении. В своих работах он изложил историю саругаку, разработал основные идеи актёрского мастерства, рассмотрел проблематику отношений актёра и зрителя, дал рекомендации, касающиеся написания пьес, пластики движений, музыки, пения и декламации. Вплоть до XX века интерес к трактатам был распространён только в среде актёров, однако с момента первой публикации в 1909 году начались их всемирное признание и изучение.
Список трактатов Дзэами Мотокиё:
- «Гоин» («Пять мелодий»)
- «Гоинкёку дзёдзё» («Наставления о пяти мелодиях»)
- «Дзэси рокудзю-иго саругаку данги» («Беседы о саругаку Дзэами после того, как он достиг 60-летия»)
- «Какё» («Зерцало цветка»)
- «Какусю дзёдзё» («Наставления об изучении цветка»)
- «Касю» («Достижение цветка», не сохранился)
- «Касю-но ути-но нукигаки» («Извлечения из [трактата] „Достижение цветка“»)
- «Кинтосё» («Книга о золотом острове»)
- «Кюи» («Девять ступеней»)
- «Никёку сантай эдзу» («Книга с зарисовками о двух искусствах и трёх формах»)
- «Нокакусё», или «Сандо» («Книга о том, как писать но», или «Три пути»)
- «Мусэки исси» («Следы сна на листе бумаги»)
- «Онкёку кудэн» («Устное предание о пении»)
- «Роги» («Шесть принципов»)
- «Сикадо» («Путь достижения цветка»)
- «Ситидзю-иго кудэн», или «Кякурайка» («Устное предание, записанное после 70-лет», или «Возвращённый цветок»)
- «Сюгёку токка» («Оставляю драгоценный камень и обретаю цветок»)
- «Сюдосё» («Книга о достижении пути»)
- «Тамбанкан» (не сохранился)
- «Фукёкусю» («Применение голоса»)
- «Фуси кадэн», или «Кадэнсё» («Предание о цветке стиля»)
- «Фусидзукэсё» («Книга об интонационных выделениях»
- «Хинан» («Суждения», не сохранился)
- «Югаку сюдофукэн» («Воззрение на стиль и на пути познания искусства югаку»)

## Память о Дзэами
В честь Дзэами назван кратер на Меркурии. В 1963 году американский композитор Алан Хованесс, бывавший в Японии и увлекавшийся театром но, написал «Размышление о Дзэами» для оркестра, Op. 207.

## Комментарии
1. ↑  Существует две версии относительно даты рождения Дзэами: 1363 и 1364 год. Большинство японских исследователей придерживается первого варианта[3].
2. ↑  Мать Дзэами Мотокиё была дочерью буддийского священника[2].
3. ↑  В течение жизни Дзэами получал ещё несколько артистических имён — Киямата, Мицуро, Хатаси, Дабуцу Дзэами (букв. «исправляющий и ублажающий мир магический будда»)[4].
4. ↑  В Японии ребёнок при рождении считается уже годовалым[4].